# Beaumont-les-Nonains
Beaumont-les-Nonains ist eine französische Gemeinde mit 337 Einwohnern (Stand: 1. Januar 2022) im Département Oise in der Region Hauts-de-France. Sie gehört zum Arrondissement Beauvais und ist Mitglied im Gemeindeverband Communauté de communes des Sablons. Die Bewohner werden Beaumontois und Beaumontoises genannt.

## Geografie
Die in West-Ost-Richtung langgestreckte Gemeinde Beaumont-les-Nonains liegt auf einem Hochplateau etwa 13 Kilometer südsüdwestlich von Beauvais im Beauvaisis, einer historischen Landschaft Frankreichs der Picardie. Zu ihr gehören die Ortsteile Jouy-la-Grange, Chantoiseau, La Longue Rue und die ehemalige Prämonstratenserabtei Marcheroux.
Umgeben wird Beaumont-les-Nonains von den acht Nachbargemeinden:
| La Houssoye Auneuil | Les Hauts-Talican                           |                       |
|                     | Kompassrose, die auf Nachbargemeinden zeigt | Valdampierre          |
| Jouy-sous-Thelle    | Le Mesnil-Théribus                          | Pouilly Montchevreuil |

## Geschichte
Der Ort geht auf die Gründung der Abtei Marcheroux und eines bald eingegangenen Nonnenklosters in Beaumont im 12. Jahrhundert zurück. Die Abtei hatte bis in die Französische Revolution Bestand.
Der Erlass vom 28. September 2018 legte mit Wirkung zum 1. Januar 2019 die Eingliederung von Beaumont-les-Nonains als Commune déléguée zusammen mit den früheren Gemeinden La Neuville-Garnier und Villotran zur neuen Commune nouvelle Les Hauts-Talican fest.
Gemäß dem Erlass der Präfektin vom 26. Juli 2023 wurde Beaumont-les-Nonains mit Wirkung vom 1. Januar 2024 aus der Commune nouvelle herausgelöst und ist seitdem wieder eine selbstständige Gemeinde.

## Bevölkerungsentwicklung
| Jahr                       | 1962 | 1968 | 1975 | 1982 | 1990 | 1999 | 2006 | 2013 | 2021 |
| -------------------------- | ---- | ---- | ---- | ---- | ---- | ---- | ---- | ---- | ---- |
| Einwohner                  | 164  | 178  | 128  | 200  | 300  | 322  | 344  | 353  | 335  |
| Quellen: Cassini und INSEE |      |      |      |      |      |      |      |      |      |

## Sehenswürdigkeiten
- In Beaumont-les-Nonains befindet sich das ehemalige Prämonstratenserabtei Marcheroux aus dem 12. Jahrhundert. Die Abtei wurde 1122 von einem Schüler des Heiligen Norbert von Xanten, dem Gründer des Prämonstratenserordens, gegründet. Der Chor und die Apsis stammen aus dem Mittelalter und der Rest der Abteikirche weist mehrere Restaurierungsspuren aus dem 17. und 18. Jahrhundert auf. Die westliche Fassade ist mit dem Jahr 1713 versehen. Das Kloster wurde während der Französischen Revolution als nationales Gut verkauft und im 19. Jahrhundert an eine Bauernfamilie weiterverkauft, die das Land für mehrere Generationen bebaut hatte und den Hof heute noch bewirtschaftet. Die Kirche wurde zu dieser Zeit in ein landwirtschaftliches Gebäude umgewandelt. Die Fassade wurde im September 2006 renoviert, um eine neue Tür einzubauen. Die Abtei ist in Teilen seit 1995 als Monument historique eingeschrieben.
- Die Kirche Assomption de Notre-Dame (Mariä-Himmelfahrt-Kirche) enthält eine Statue aus dem 15. Jahrhundert.

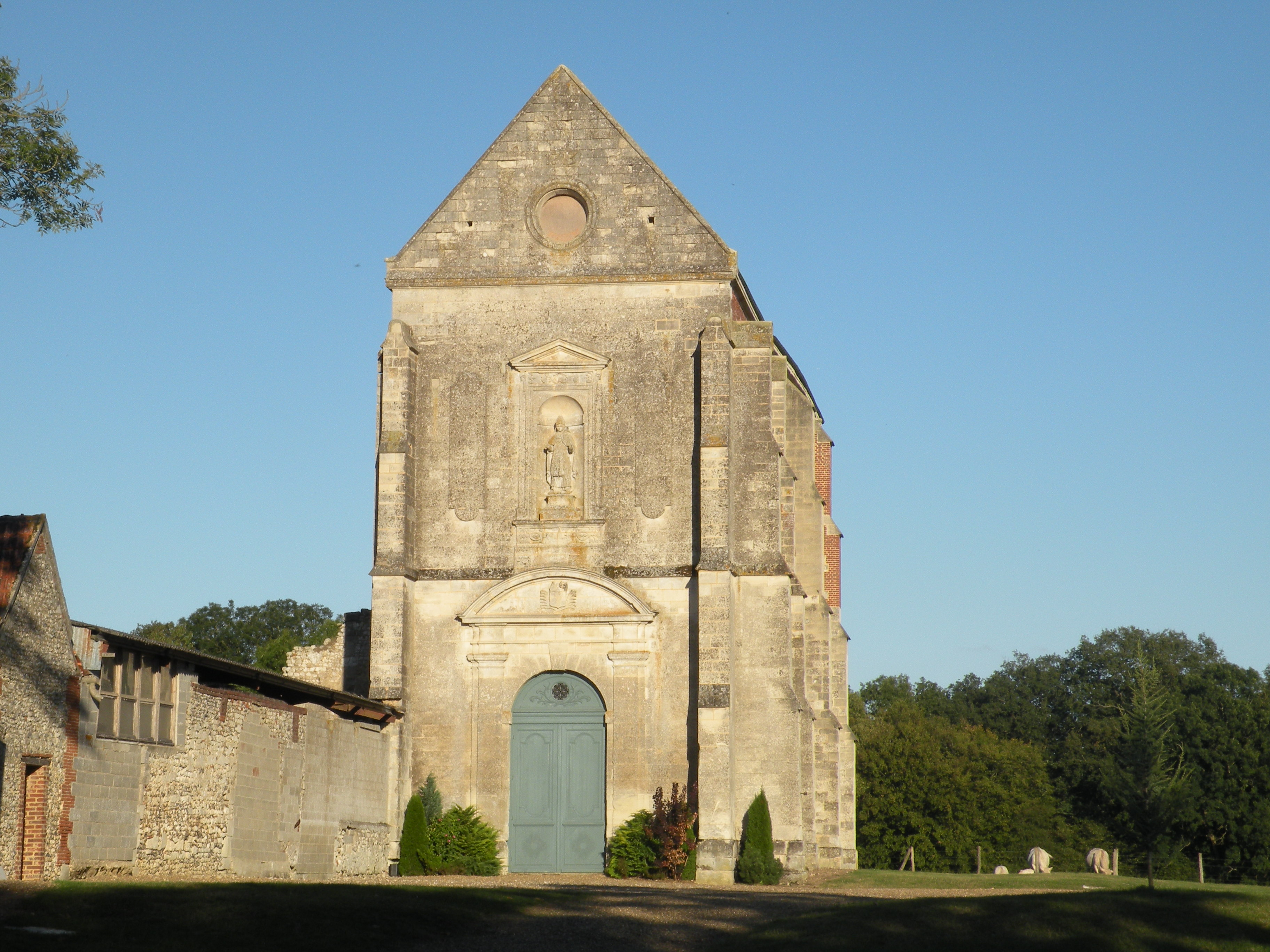
Ehemalige Abtei Marcheroux
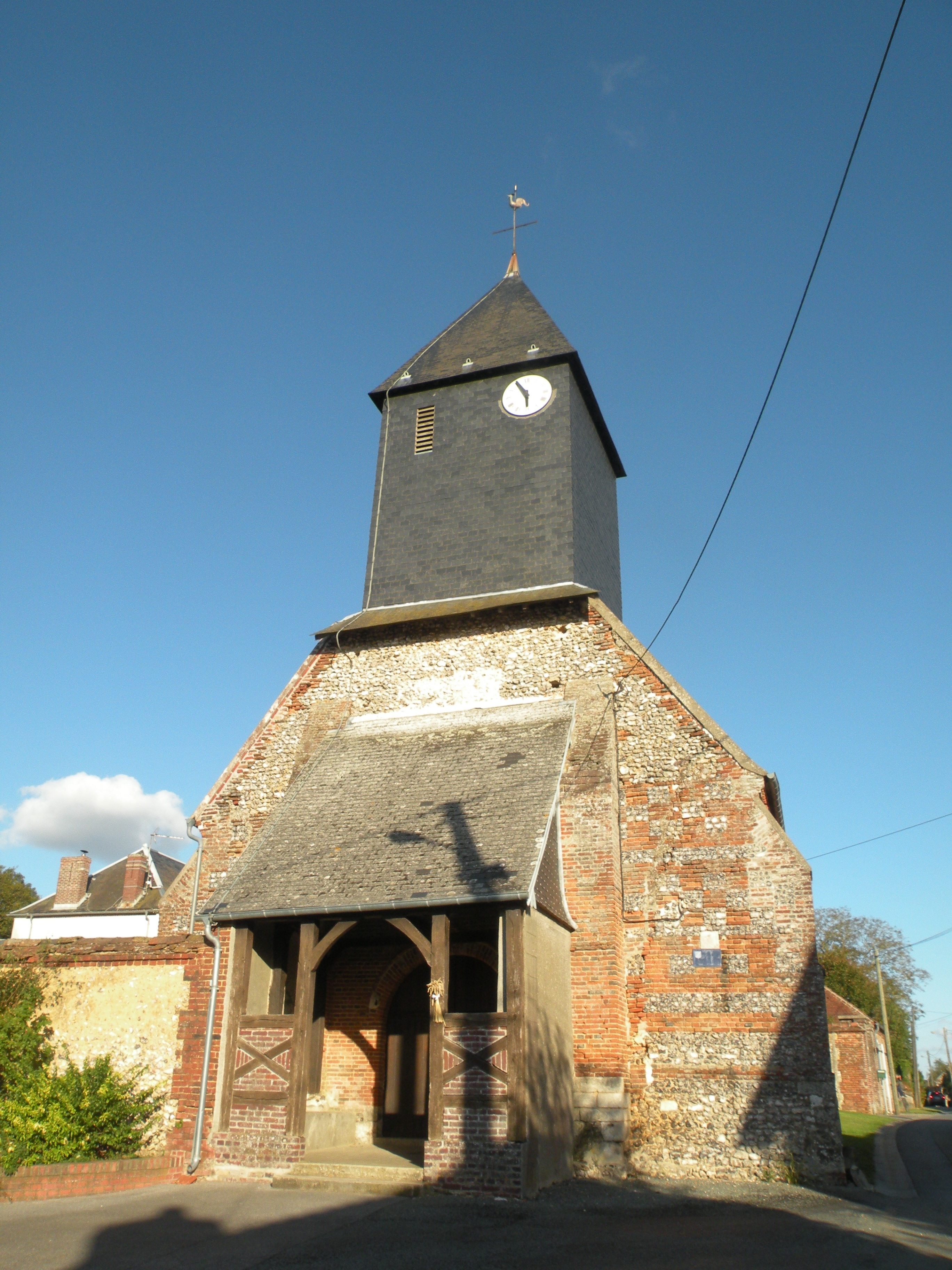
Kirche Assomption de Notre-Dame
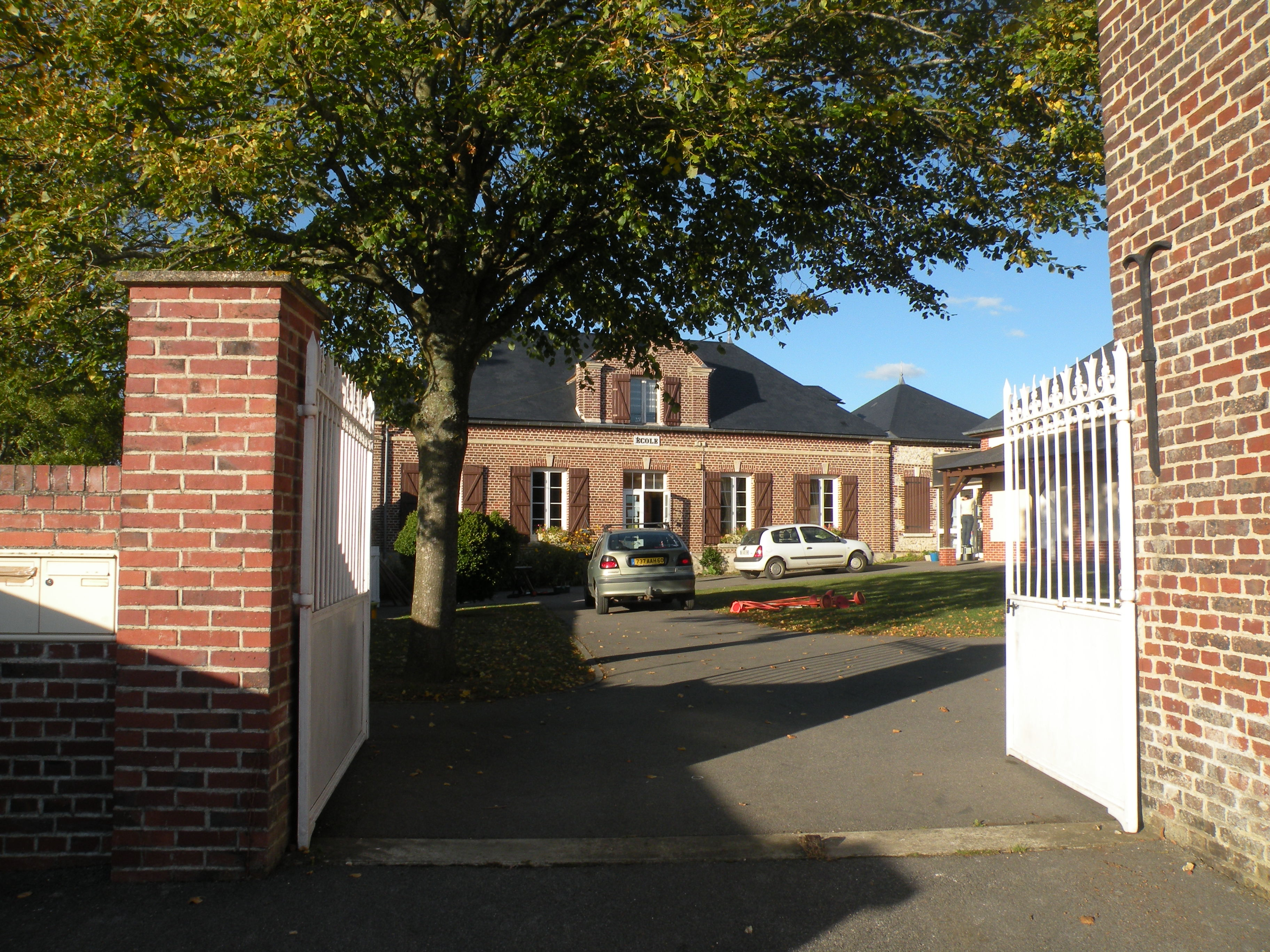
Schule
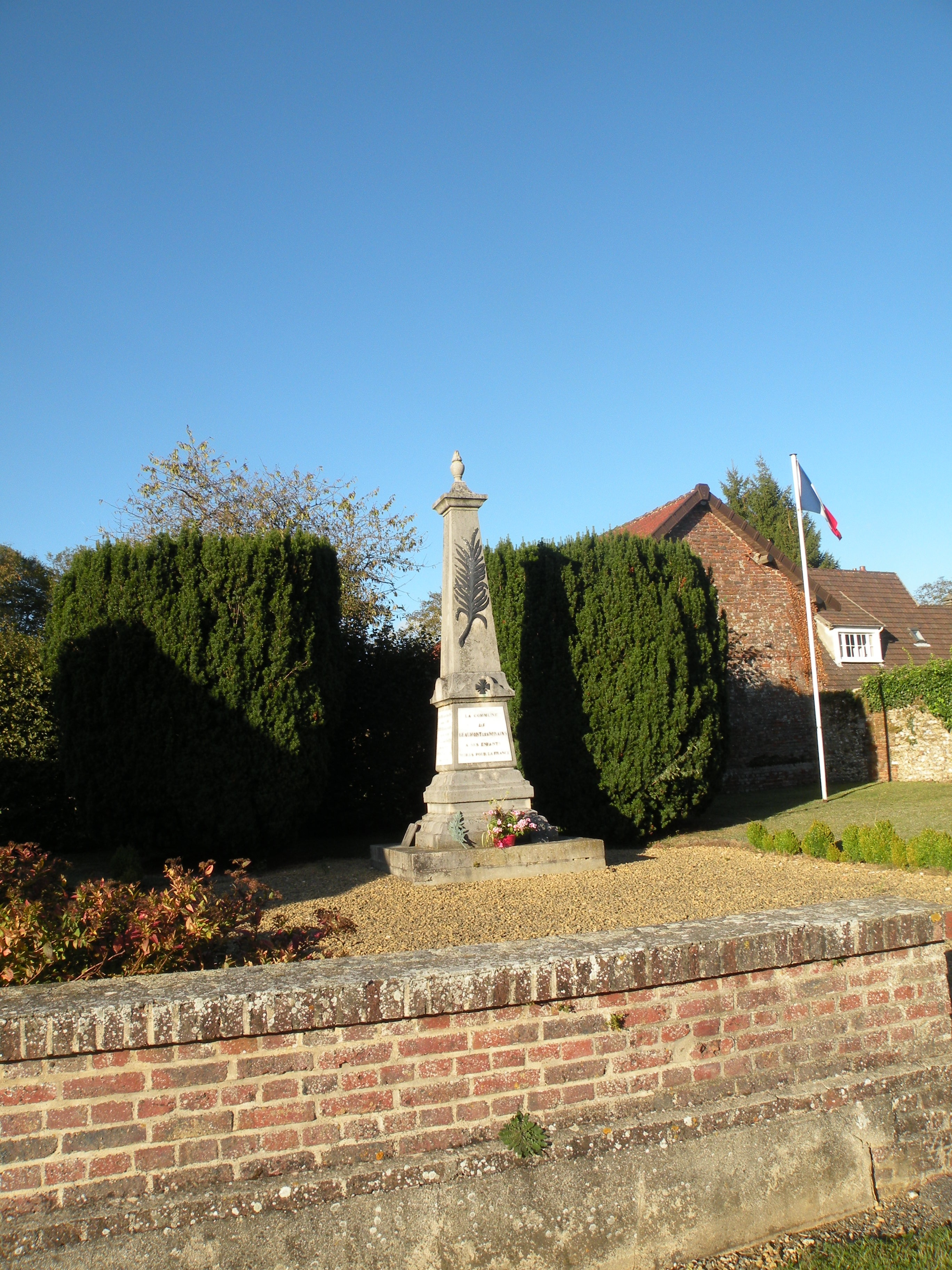
Gefallenendenkmal

## Bildung
Die Gemeinde verfügt über eine öffentliche Grundschule (École élémentaire).

## Verkehr
Beaumont-les-Nonains liegt fernab von größeren Verkehrsachsen und ist lediglich über lokale Landstraßen mit den meisten Nachbargemeinden direkt verbunden.

## Persönlichkeiten
- Marc Chervel (1932–2004), französischer Wirtschaftswissenschaftler, in Beaumont-les-Nonains verstorben